# Marteau de London
Pour les articles homonymes, voir marteau et London.

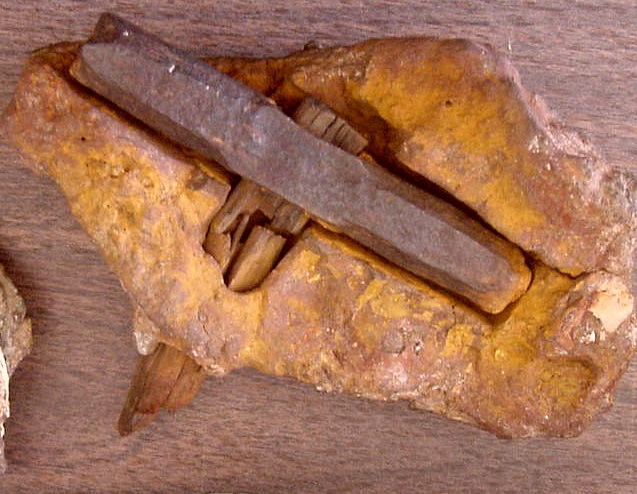
Le marteau de London en 1986

Le marteau de London est un marteau découvert à London, une ville du Texas en 1934 ou 1936. Il s'agit d'un grand marteau au manche brisé et incomplet, que l'on a retrouvé figé dans une roche dont l'âge est d'abord estimé au jugé à plus de 100 millions d'années, ce qui en ferait un OOPArt, un objet aux caractéristiques incompatibles avec les connaissances archéologiques.
Selon les connaissances scientifiques actuelles, il serait en effet extraordinaire qu'un tel outil ait vu le jour en des temps si lointains. Son propriétaire, le créationniste Carl Baugh, n'a pas accepté[réf. nécessaire] d'étude scientifique indépendante qui permettrait d'estimer avec une bonne fiabilité l'âge réel du marteau, et il n'est pas prouvé que cet âge serait d'un caractère exceptionnel.
Selon le paléontologue amateur Glen J. Kuban, qui a pu étudier et photographier le marteau, il s'agit plus vraisemblablement d'un marteau abandonné par un mineur de l'époque contemporaine, et autour duquel s'est formée une roche d'origine sédimentaire  ; il s'agit de concrétions calcaires qui peuvent, dans des circonstances favorables, se former en quelques décennies. Il note en outre que la roche, scindée en deux blocs, comporte une coquille de palourde qui pourrait appartenir à une espèce contemporaine et non fossile.